# Bouncer

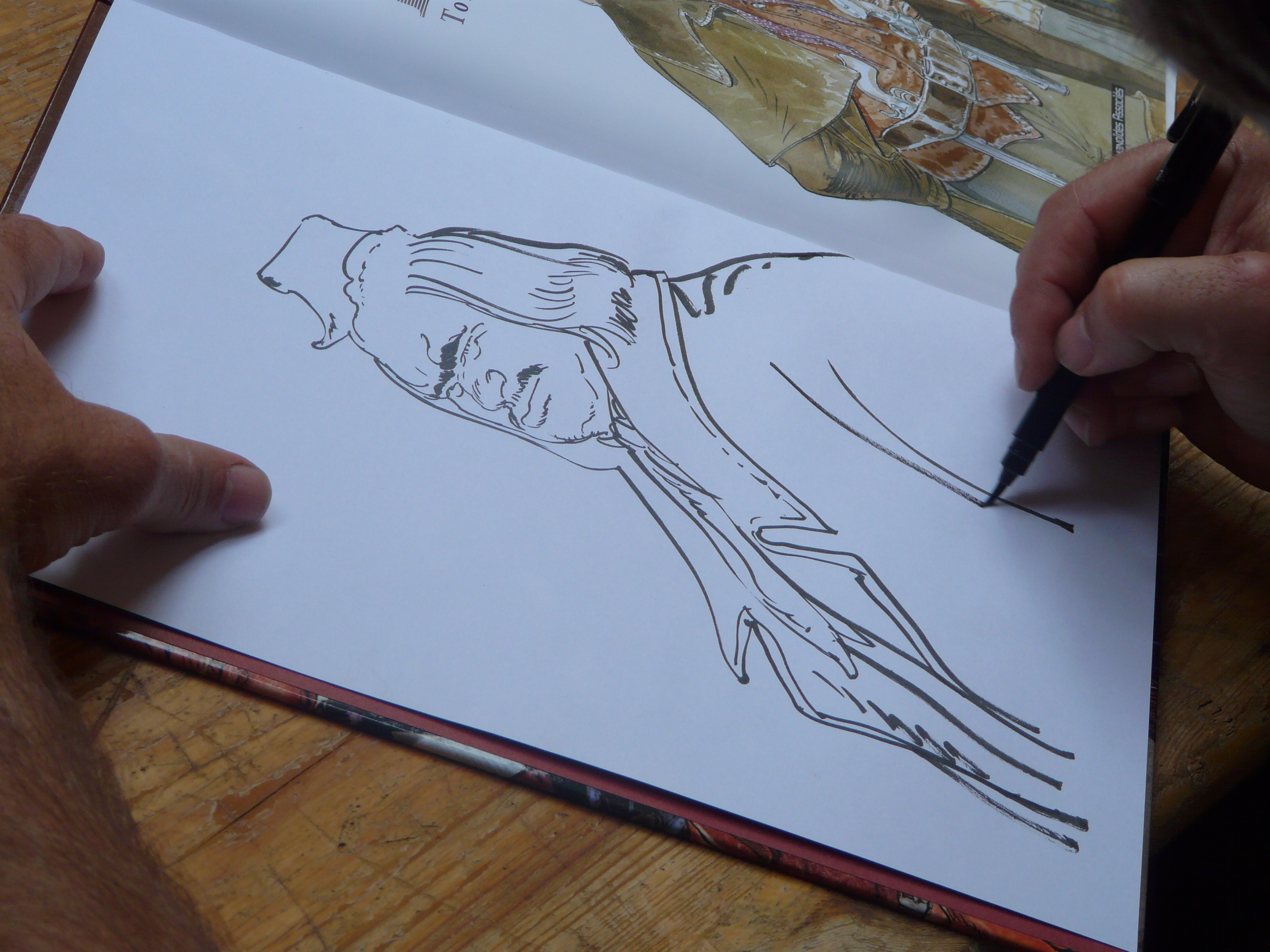
Jedna z postaci komiksu Bouncer rysowana przez François Boucqa podczas festiwalu komiksu w Solliès-Ville (2008)

Bouncer (fr. Bouncer) – francuska seria komiksowa z gatunku western autorstwa  Alejandra Jodorowsky'ego (scenariusz) i François Boucqa (rysunki), publikowana w latach 2001–2023 nakładem wydawnictw Les Humanoïdes Associés (tomy 1–7) i Glénat (tomy 8–12). Po polsku seria ukazała się w formie wydań zbiorczych nakładem Egmont Polska (tomy 1–5), Scream Comics (tomy 1–7), Taurus Media (tomy 8–11) i Kurc (tom 12.)

## Fabuła
Akcja serii rozgrywa się na Dzikim Zachodzie i opowiada o jednorękim rewolwerowcu i ochroniarzu, niepotrafiącym się wyplątać ze zobowiązań i przeszłości.

## Tomy
| Tom | Tytuł i rok wydania polskiego | Tytuł i rok wydania oryginalnego | Uwagi                                                                                       |
| --- | ----------------------------- | -------------------------------- | ------------------------------------------------------------------------------------------- |
| 1   | Brylant śmierci (2007)        | Un diamant pour l’au-delà (2001) | Po polsku tomy ukazały się w jednym albumie zbiorczym.                                      |
| 2   | Litość katów (2007)           | La Pitié des bourreaux (2002)    | Po polsku tomy ukazały się w jednym albumie zbiorczym.                                      |
| 3   | Sprawiedliwość węży (2007)    | La Justice des serpents, 2003    | Po polsku tomy ukazały się w jednym albumie zbiorczym.                                      |
| 4   | Zemsta jednorękiego (2007)    | La Vengeance du manchot (2005)   | Po polsku tomy ukazały się w jednym albumie zbiorczym.                                      |
| 5   | Wilczyce (2007)               | La Proie des louves (2006)       | Po polsku tomy ukazały się w jednym albumie zbiorczym.                                      |
| 6   | Czarna wdowa (2019)           | La Veuve noire (2008)            | Po polsku tomy ukazały się w jednym albumie zbiorczym zawierającym pierwsze siedem albumów. |
| 7   | Podwójne serce (2019)         | Cœur double (2009)               | Po polsku tomy ukazały się w jednym albumie zbiorczym zawierającym pierwsze siedem albumów. |
| 8   | Do piekła (2015)              | To Hell (2012)                   | Po polsku tomy ukazały się w jednym albumie zbiorczym.                                      |
| 9   | I z powrotem (2015)           | And back (2013)                  | Po polsku tomy ukazały się w jednym albumie zbiorczym.                                      |
| 10  | Przeklęte złoto (2018)        | L’Or maudit (2018)               | Po polsku tomy ukazały się w jednym albumie zbiorczym.                                      |
| 11  | Smoczy grzbiet (2018)         | L’Échine du dragon (2018)        | Po polsku tomy ukazały się w jednym albumie zbiorczym.                                      |
| 12  | Hekatomba (2025)              | Hécatombe (2023)                 |                                                                                             |